# اریک دوم نروژ
اریک دوم نروژ (انگلیسی: Eric II of Norway؛ ۱۲۶۸ – ۱۵ ژوئیهٔ ۱۲۹۹) یک پادشاه نروژ اهل نروژ بود. 